# Antichan-de-Frontignes
 Antichan-de-Frontignes  es una población y comuna francesa, en la región de Mediodía-Pirineos, departamento de Alto Garona, en el distrito de Saint-Gaudens y cantón de Barbazan.

## Demografía
| 96 | 92 | 71 | 75 | 73 | 84 | 82 | 81 | 95 | 185 | 187 |
| Para los censos de 1962 a 1999 la población legal corresponde a la población sin duplicidades (Fuente: INSEE [Consultar]) |    |    |    |    |    |    |    |    |     |     |